# Siège du château de Takabaru
Le siège du château de Takabaru se déroule en octobre 1576 lorsque les forces du clan Shimazu assiègent et s'emparent de la forteresse de Takabaru qui appartient au clan Itō . La famille Shimazu a commencé son ascension comme puissance dominante de l'île de Kyūshū dans les années 1570 et continue son expansion dans la province de Hyūga aux dépens du clan Itō.

## Source de la traduction
- (en) Cet article est partiellement ou en totalité issu de l’article de Wikipédia en anglais intitulé « Siege of Takabaru » (voir la liste des auteurs).